# Mata Larga, Fortín
Mata Larga är en ort i Mexiko.   Den ligger i kommunen Fortín och delstaten Veracruz, i den sydöstra delen av landet, 230 km öster om huvudstaden Mexico City. Mata Larga ligger 909 meter över havet och antalet invånare är 315.
Terrängen runt Mata Larga är kuperad västerut, men österut är den platt. Runt Mata Larga är det tätbefolkat, med 550 invånare per kvadratkilometer. Närmaste större samhälle är Córdoba, 6,7 km öster om Mata Larga. Trakten runt Mata Larga består till största delen av jordbruksmark.